# Kanton Amiens-2 (Nord-Ouest)
Der Kanton Amiens-2 (Nord-Ouest) war von 1801 bis 2015 ein französischer Wahlkreis im Arrondissement Amiens, im Département Somme und in der Region Picardie; sein Hauptort war Amiens. Der Kanton lag im Mittel 32 m hoch, zwischen 12 m in Argœuves und 106 m in Amiens.

## Gemeinden
Der Kanton bestand aus zwei Gemeinden und einem Teil der Stadt Amiens (angegeben ist die Gesamteinwohnerzahl; im Kanton lebten etwa 11.300 Einwohner der Stadt):
| Gemeinde      | Einwohner Jahr | Fläche km² | Bevölkerungsdichte | Code INSEE | Postleitzahl |
| ------------- | -------------- | ---------- | ------------------ | ---------- | ------------ |
| Amiens        | 132.699 (2013) | –          | – Einw./km²        | 80021      | 80000        |
| Argœuves      | 542 (2013)     | 10,21      | 53 Einw./km²       | 80024      | 80470        |
| Saint-Sauveur | 1.450 (2013)   | 9,04       | 160 Einw./km²      | 80718      | 80470        |